# Bouça Cova
Bouça Cova ist ein Ort und eine ehemalige Gemeinde (Freguesia) im portugiesischen Kreis Pinhel. Die Gemeinde hatte 104 Einwohner (Stand 30. Juni 2011).
Am 29. September 2013 wurden die Gemeinden Bouça Cova und Alverca da Beira zur neuen Gemeinde Alverca da Beira/Bouça Cova zusammengeschlossen.